# Ana Luiza Machado
Ana Luiza Machado (n. Minas Gerais) es politóloga y fue directora de la Oficina Regional de Educación para América Latina y el Caribe de la Unesco, cuya sede se encuentra en la ciudad de Santiago de Chile, en la comuna de Providencia. 
Durante las movilización estudiantil de mayo y junio de 2006 en Chile, la sede regional de este organismo fue ocupada por unas horas por estudiantes del Liceo José Victorino Lastarria, con el fin de llamar la atención de la prensa mundial sobre este conflicto.
- Datos: Q5673845